# Tobias Mayer
Tobias Mayer (Marbach am Neckar, 17 febbraio 1723 – Gottinga, 20 febbraio 1762) è stato un astronomo, cartografo e matematico tedesco.

## Biografia

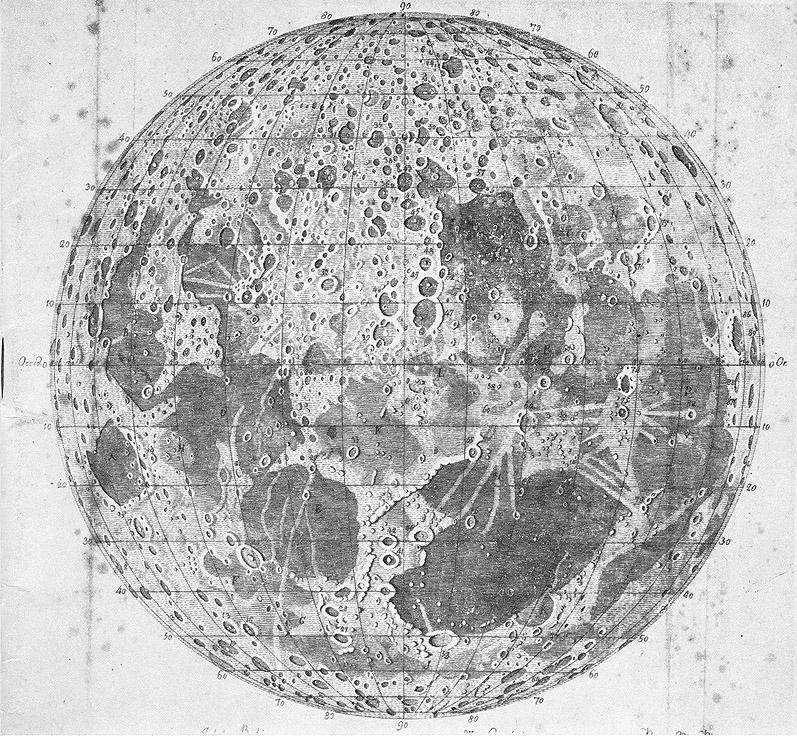
Tobias Mayer – Mappa della Luna

Portato da piccolo ad Esslingen, visse la prima parte della sua vita in povertà, studiando matematica da autodidatta. Pubblicò nel 1741 a soli diciotto anni il suo primo lavoro matematico concernente l'applicazione di metodi algebrici a problemi di geometria elementare e superiore. Nel 1745 pubblicò il testo 'Mathematischer Atlas'. Dal 1746, trasferitosi a Norimberga, si impiegò come cartografo realizzando una particolareggiata mappa della Svizzera ed una dettagliata mappa della Luna misurando con precisione la posizione di ventiquattro crateri. Nella sua attività di cartografo contribuì allo sviluppo della cartografia. Mayer descrisse la librazione della Luna nel testo Kosmographische Nachricthen. A seguito di questi risultati fu nominato professore di economia e matematica presso l'Università di Gottinga nel 1751 e successivamente, nel 1754, direttore dell'Osservatorio della stessa città dove continuò a lavorare fino alla sua morte. Nel periodo di Gottinga tenne lezioni di matematica, meccanica e ottica introducendo metodi di geometria proiettiva in astronomia e geografia e realizzando accurate tavole lunari e solari utilizzate per la determinazione della longitudine in mare con errori inferiori a mezzo grado. Negli stessi anni redasse un catalogo stellare individuando i movimenti propri di ottanta stelle e descrivendo anche stelle doppie. I suoi lavori di ottica sul triangolo dei colori furono pubblicati postumil
A Tobias Mayer la UAI ha intitolato il cratere lunare T. Mayer e la rima lunare T. Mayer.